# Pycnonotus penicillatus
El bulbul orejudo (Pycnonotus penicillatus) es una especie de ave paseriforme de la familia Pycnonotidae endémica de Sri Lanka.

## Descripción

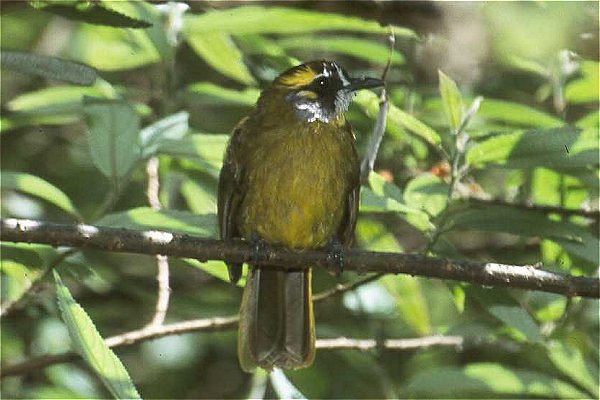
Su característico patrón facial lo diferencia de los demás bulbules.

El bulbul orejudo mide alrededor de 20 cm de largo, incluida su larga cola. Sus partes superiores son principalmente verdes oliváceas, y sus partes inferiores son verdes amarillentas. Su frente y píleo son negruzcos. Los laterales del rostro son principalmente negros, aunque enmarcados por el blanco del borde de las coberteras auriculares y la garganta. También presenta un fino penacho vertical blanco en el lorum. Ambos sexos tienen un aspecto similar, aunque los juveniles son menos llamativos.

## Distribución y hábitat
Se encuentra únicamente en los montes del sur de Sri Lanka, y es el menos abundante de los bulbules presentes en Sri Lanka. Se encuentra tanto en las junglas como en las tierras de cultivo. A pesar de su limitado área de distribución no es difícil verlo en lugares como el parque nacional de las Llanuras de Horton y el parque Victoria de Nuwara Eliya y se avista con frecuencia en los montes rocosos.

## Comportamiento
Se alimenta de frutos e insectos. Anida en los arbustos, donde suele poner dos huevos por puesta.